# José Donato Ghío
José Donato Ghío (San Marcos Sud, Córdoba, Argentina, 12 de diciembre de 1924-Bell Ville, Córdoba, 18 de enero de 2009) fue un jugador de bochas argentino. Es considerado por los especialistas como uno de los mejores bochófilos del país, por haber logrado el tricampeonato mundial en 1957, haberse coronado en 11 ocasiones campeón argentino y haber logrado 8 Campeonatos Sudamericanos en distintas categorías.

## Logros y distinciones
Fue el primer Campeón Argentino Individual, coronado en la ciudad de Junín, el 12 de julio de 1953.
En febrero de 1957, en Montevideo, Uruguay, logró el Tricampeonato Mundial en las especialidades individual, parejas y tercetos.
También logró los siguientes títulos:
| Torneo       | Especialidad | Año  | Posición |
| ------------ | ------------ | ---- | -------- |
| Sudamericano | Parejas      | 1956 | Campeón  |
| Sudamericano | Tríos        | 1956 | Campeón  |
| Sudamericano | Tríos        | 1958 | Campeón  |
| Sudamericano | Tríos        | 1960 | Campeón  |
| Sudamericano | Parejas      | 1961 | Campeón  |
| Sudamericano | Individual   | 1962 | Campeón  |
| Sudamericano | Tríos        | 1962 | Campeón  |
| Sudamericano | Tríos        | 1964 | Campeón  |
| Argentino    | Individual   | 1953 | Campeón  |
| Argentino    | Individual   | 1958 | Campeón  |
| Argentino    | Individual   | 1966 | Campeón  |
| Argentino    | Individual   | 1967 | Campeón  |
| Argentino    | Individual   | 1972 | Campeón  |

También logró el Campeonato Argentino en parejas en 6 ocasiones y en tríos en 1 ocasión.
Otros Campeonatos ganados fueron:
- Provinciales: 2 en parejas y 2 en tríos.
- Especiales: 2 en individuales, 3 en parejas y 3 en tríos.
- Campeonatos Asociativos/Interasociativos: desde 1947 a 1982, obtuvo 142 torneos distribuidos en las 3 modalidades (individual, parejas y tríos).[4]

En diciembre de 2004, el Honorable Concejo Deliberante de Bell Ville lo reconoció como: “Vecino destacado“. El estadio del Club River de Bell Ville lleva su nombre.